# Género chico
El género chico es un género español de arte escénico y lírico. Es un subgénero de la zarzuela de formato breve típicamente en un acto, contrapuesto al género grande, que corresponde a obras de mayor duración.
En ocasiones se ha llamado erróneamente «opereta española» como si fuese el equivalente español de la opereta vienesa y francesa, género con el que no guarda parentesco directo, si bien algunas zarzuelas chicas sí que han sido influidas por el estilo de la opereta. La zarzuela chica difiere de la zarzuela grande y de casi todas las formas de ópera por producir obras de corta duración y por representar a menudo temas ligeros de corte popular.

## Características y modalidades
El género chico se caracteriza por su no excesiva duración (una hora o menos), la escasa trascendencia de su contenido y la sencillez de su argumento, con pocos personajes y un solo decorado. Su temática suele ser mayoritariamente costumbrista.
Gerald G. Brown definió la esencia del género chico diciendo que es la combinación ligera de tipos populares (en la venerable tradición de los pasos o los entremeses) y la visión costumbrista de una región o ciudad. Tuvo su gran época en la segunda mitad del siglo XIX y primera del XX y abarca distintas modalidades:
- Revista cómico-lírica o Revista clásica. Según Augusto Martínez Olmedilla, "era algo así como un periódico escenificado, con alusiones políticas, sátira social, comentarios a la actualidad y, ante todo, música". Como La Gran Vía (de Felipe Pérez, Federico Chueca y Joaquín Valverde); Los bandos de Villafrita (de Eduardo Navarro Gonzalvo y Manuel Fernández Caballero); De la noche a la mañana (de Andrés Ruesga y Enrique Prieto, con música de Chueca y Valverde)... Grandes especialistas en revista fueron Guillermo Perrín y Miguel de Palacios, con títulos como El juicio oral, Cinematógrafo nacional, Certamen nacional...
- Comedia lírica. Con un solo decorado, pocos personajes y ausencia de coros. Propia para escenarios pequeños.
- Sainetes, como La verbena de la Paloma (con libreto de Ricardo de la Vega y música de Tomás Bretón), o La revoltosa (libreto de José López Silva y Carlos Fernández Shaw y música compuesta por Ruperto Chapí).
- Zarzuela lírica, como El dúo de La africana (con música de Manuel Fernández Caballero y libreto de Miguel Echegaray), Gigantes y cabezudos (también de ambos) o La canción del olvido (con libreto de Federico Romero Sarachaga y Guillermo Fernández-Shaw y música de José Serrano).
- Juguete cómico. Piezas en un acto exclusivamente dramáticas o lírico-dramáticas, en el caso de que se intercalaran canciones y bailes populares por aquella época (polkas, machichas, garrotín, chotis, etc.). Por ejemplo, Los niños llorones, El terrible Pérez, El pobre Valbuena y El pollo Tejada, todas de Carlos Arniches, especializado en costumbrismo madrileño.
- Melodrama comprimido. Por ejemplo, El puñao de rosas, Doloretas, Alma de Dios y Los granujas, todos ellos de Carlos Arniches.
- Sainete andaluz, como los de los Hermanos Quintero o los de Pedro Muñoz Seca
- Parodia teatral, destacando en este género especialmente Salvador María Granés con, entre otras, sus parodias de Thermidor y La fosca (de La Tosca) y La Golfemia (desde La Bohème), estas últimas de Giacomo Puccini).
- Género ínfimo, con concesiones a las variedades y la opereta, de breve duración y carácter picante, en el que destacó especialmente el músico Rafael Calleja y autores como Antonio Asenjo.

## Origen y desarrollo

### Contexto histórico
La zarzuela grande venía evolucionando junto a la política española, ya desde Felipe IV, que introdujo el género para amenizar sus fiestas en el Palacio de la Zarzuela. Con los sucesivos monarcas el género zarzuela pasó por numerosos períodos con un constante vaivén entre crear una ópera nacional, o copiar la italiana.
Pero las circunstancias políticas del país pronto se volverían tensas. El reinado de Isabel II se encuentra en plena crisis, y acaba cayendo con la Revolución de 1868, de carácter liberal. El país se encuentra sumido en una crisis a todos los niveles: económico, político, y también ideológico (el liberalismo y el republicanismo se encuentran en su apogeo). La gente se encuentra nerviosa por toda la inestabilidad del país (acrecentada con el asesinato del general Prim en 1870, pero en general como consecuencia de un largo proceso y de otras muchas causas). Por todo ello, amén de la complicada situación económica, la asistencia a los espectáculos sufre una fuerte baja. Una buena entrada para el teatro ronda los 14 reales, cantidad que el ciudadano medio no se podía permitir pagar para algo que ni tan siquiera sabía si sería de su agrado. El alto precio sumado a la incertidumbre nacional sume a la mayoría de los teatros de zarzuela en una fuerte crisis, rondando la bancarrota a menudo.

### Nacimiento
Para contrarrestar la crisis del teatro, Juan José Luján, Antonio Riquelme y José Vallés, tres actores, tienen la idea de dividir la tarde de teatro en 4 partes, a razón de una hora cada una, creando las llamadas sesiones por horas, que apenas costaban un real, y se escenificaban en modestos teatros. Así se mantiene la ocupación del teatro alta, pues la gente acude más debido a los precios bajos. Los empresarios enseguida acogen la idea, necesitados de público pero las obras son antiguas y empiezan a hacerse reformas de cualquier obra de la historia del teatro.
Para ello intentan repetir el éxito del teatro bufo, que copiaba el modelo de ópera cómica de Offenbach, y fue traído por el empresario Arderíus al teatro Variedades de Madrid, donde experimenta un breve pero fulgurante momento de éxito en Madrid (con El joven Telémaco como obra de referencia). El modelo del bufo es el de una obra breve, de argumento siempre descabellado e impredecible, que tiende a la caricatura y mofa ligera de todo tipo de temas como los mitos históricos, la realeza, el ejército, la política, etc. Para ello recurre a música agradable, intrascendente, y a cierto erotismo para su época y exotismo. Los bufos no obstante se verán eclipsados rápidamente por la expansión del género chico y desaparecen en 1873.
Como se necesitan obras breves, que quepan en una hora de espectáculo, se retoman en un primer momento obras antiguas ya estrenadas y con un éxito ya probado entre el público, como podrían ser El maestro de baile (muy anterior al género chico, de Luis Misón), u obras más recientes como Una vieja (Gaztambide) o El grumete (Arrieta). Estas primeras obras se consideraban secundarias y se programaban como tales al lado de zarzuelas mayores, pero con el cambio de gusto y la tendencia hacia los nacionalismos y la ópera alemana, el gusto italiano, que copiaban las zarzuelas mayores, caerá en desuso, mientras el carácter de estas obritas reluce por sí mismo. Además, al tiempo se programan nuevas obras breves que cumplen este esquema en cuanto a longitud y temática alegre, notablemente influida por los bufos (con títulos más bien sugerentes como La hoja de parra o Dice el sexto mandamiento). Pero realmente pasan años hasta crearse las primeras obras con música propia, y el primer gran éxito no llega hasta 1879, con La salsa de Aniceta en el teatro Apolo, al que sigue poco después El lucero del alba de Manuel Fernández Caballero que logra un gran éxito para sus intérpretes. Según "Chispero" este es el verdadero nacimiento del Género chico.
Es fácil ver por tanto que el objetivo del género chico será el puro entretenimiento y la diversión del público; en contraposición a los temas más serios o dramáticos, y la acción complicada de la zarzuela «mayor», el género chico simplifica todo eso, para tratar temas más bien costumbristas, acerca de la vida cotidiana en Madrid, de talante disparatado siempre y caricaturesco. Por ello tiene tanto éxito entre el público; además de su precio reducido, la gente podía seguir fácilmente el argumento y sentirse identificada con los personajes que trataba, que les reflejaban y, en tiempos complicados, se tiende a buscar la evasión en el entretenimiento, que permita no pensar en el «mundo exterior».

### Desarrollo
Durante la década de 1870 se va afianzando el género que se desarrolla siguiendo un modelo similar al de la literatura realista de la época, con forma musical de sainete lírico. Se estrenan El gorro Frigio de Miguel Nieto y Chateau Margaux de Fernández Caballero, de dos importantes autores de zarzuela. 
El género chico recibirá el espaldarazo definitivo con La Gran Vía (Chueca y Valverde), en el verano de 1886. La obra cosechará tanto éxito que pasará de los teatros de verano al Apolo, y será repetida varias temporadas. Se trata de una serie de sainetes animados, pero no relacionados, que tratan temas de actualidad, alrededor de esta calle de Madrid que en la época estaba aún en proyecto. Federico Chueca es uno de los autores más prolíficos y más importante del chico, colaborando en sus obras a menudo con Joaquín Valverde. Otras obras suyas: El año pasado por agua, Agua, azucarillos y aguardiente, quizás la más popular en nuestros días, La alegría de la huerta, El arca de Noé, Los descamisados, etc.
Otro modelo de obras muy común sería la comparación de 2 lugares: De Madrid a París (Chueca y Velarde) o De Getafe al paraíso (Barbieri, aunque en 2 actos), Cádiz (Valverde), obra muy popular. Otros autores importantes de la época eran Giménez, Quinito Valverde (el hijo de Joaquín), Tomás López Torregrosa (San Antón y El santo de la Isidra), el citado Fernández Caballero (El dúo de la africana, El cabo primero, La viejecita, y Gigantes y cabezudos), Jerónimo Jiménez (El baile de Luis Alonso y La boda de Luis Alonso, su segunda parte).
Un autor muy importante es Ruperto Chapí, que se pasa la vida dudando entre su pretensión de crear una ópera española, y sus composiciones de modesto género chico. En este último se encuadran sus obras Música clásica, La revoltosa, ¡Las 12 y media y sereno!, y El tambor de granaderos.
Para terminar, otra de las obras más conocidas, La verbena de la Paloma, que curiosamente está escrita por un autor que no tuvo más éxitos, Tomás Bretón. Esta popular composición surgiría después de algunos años de experimentos de su creador.
El género chico decaerá en importancia rápidamente cuando entra el nuevo siglo.

## Escenarios
En cuanto a los lugares donde se programa género chico, la idea de las sesiones por horas comienza siendo patrimonio de teatros humildes, como el del Recreo. Mientras la crítica se ceba con el género, recoge un gran éxito de público y es acogido por algunos teatros más, hasta que sus creadores acaban recalando en salas de cierta consideración como el Variedades, que habían dejado libre los bufos. Pero el lugar más importante fue el Teatro Apolo, inaugurado en 1873, donde, tras la crisis de la zarzuela grande, comienzan a programar género chico y se ven desbordados por su éxito popular. El Apolo es considerado el auténtico baluarte del género, muy conocido porque se popularizó su cuarta sesión, «la cuarta de Apolo», que era en horario nocturno y estaba siempre poblada de personajes de dudosa calaña y auténticos sinvergüenzas y fulleros (como muchos de los personajes que se representaba en las obras).
Además de en los teatros, el género chico se representaba en pequeños cafés, y durante el verano en escenarios más modestos como las populares corralas.

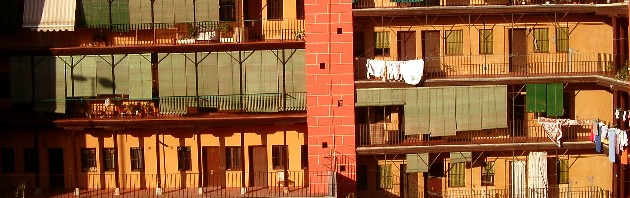
La Corrala de Sombrerete, en Lavapiés, uno de los escenarios más populares del llamado "género chico".

## Actores especializados en género chico
José Deleito y Piñuela y Margot Versteeg son del parecer que fue Bonifacio Pinedo el actor más completo que se especializó en un género en el que también destacó Emilio Mesejo, entre otros. Muchos de ellos solían también improvisar "morcillas" de actualidad, como Ramón Rosell ("capaz de sacar materia cómica de un sarcófago", según Sentaurens), Antonio Riquelme, Emilio Carreras, Julio Ruiz, José Ontiveros y Manolo Rodríguez.

## El "sainete lírico" como forma delgénero chico
Hay multitud de géneros y el sainete no predominó con soberanía sobre el resto de los demás e incluso se puede decir que fue el juguete cómico el alma del género. El modelo más común —y rico por su diversidad— en el género chico es tal vez el del sainete lírico, merced al éxito estreno de La canción de la Lola (Chueca y Valverde), en 1880; aunque se cosechen otros géneros también, las obras más importantes siguen este modelo.
El sainete, establecido en su forma definitiva por Ramón de la Cruz, es heredero directo de los entremeses teatrales tan cultivados anteriormente, y que tanto éxito cosechaban, en su esencia piezas breve e independientes, con intervenciones musicales y muy a menudo bailes. El género chico evoluciona esta forma hacia un retrato más o menos fidedigno de la vida de costumbres madrileña, a semejanza del realismo ya mencionado. Pero a diferencia de este, que se detiene en los aspectos más oscuros y lúgubres de la realidad, como los entornos más pobres y marginales y la violencia que acarrean, el género chico, aun tratando barrios más bien sumergidos y personajes de baja cultura, se fija en los aspectos más pintorescos de Madrid, como el peculiar lenguaje de sus protagonistas, y siempre en facetas más joviales.
Además, como característica única del género, cabe destacar la presencia constante de verbenas y fiestas al aire libre, que aparecen al principio de la obra para situarla, y al final para el desenlace público.

### Libreto
El argumento es muy sencillo, y en ocasiones apenas sostiene la obra, que se articula entonces por los paisajes que muestra. En la mayoría de los casos consiste en una simple historia de amor que suele repetir estructura: una pareja se ama pero alguna dificultad externa les impide culminar este amor (que siempre será en boda y con final feliz); se supera esa dificultad y termina la historia con un desenlace público, final feliz y moraleja implícita o explícita (además de pedir el favor del público al concluir del todo la obra). Al margen de esta estructura, se acostumbra a introducir personajes tópicos de la escena madrileña (Madrid es la ciudad de referencia en que se ambientan la mayoría de las obras): el fresco, el anarquista pintoresco que evita hacer menciones provocadoras, el gandul, el perdonavidas, el aprovechado, la coqueta, el viejo sentencioso. No se suelen incluir personajes instruidos, sino que la sabiduría es más de carácter popular y sentencioso.
Además el género chico tiene siempre un carácter de rabiosa actualidad: los actores hacen referencias  fuera del texto, las llamadas "morcillas" (a menudo en los cuplés de la obra, donde se introducían intercalados versos nuevos, a menudo haciendo referencia a los hechos más inmediatos o al lugar donde se escenificara) al exterior más inmediato, tomando en ocasiones más relevancia esta calidad de «noticiario» que el propio argumento del que trataba la obra. Se mencionan políticos, acontecimientos externos y demás como otra forma de conectar con un público de un nivel cultural moderado; por ello también se rompe la unidad de acción de la obra y se hace al espectador cómplice de los actores, sin dejarle llegar a introducirse del todo en la acción.
El texto se suele escribir en prosa, aunque algunas de las primeras obras alternan partes en verso también. Además, se cuida mucho el lenguaje es intencionadamente vulgar, con expresiones de moda y alusiones o extranjerismos mal pronunciados, lo cual es fuente de información para el lenguaje popular y calibrar voces extranjeras. El chiste y otros recursos semánticos, que son originalmente ajenos al sainete, serán incorporados más tarde por los hermanos Quintero. Los números musicales se justifican entonces con el texto: gente que baila por la calle, por ejemplo. También hay teatro dentro del teatro, además de orquesta en el texto. Todos estos recursos tienen como fin principal el contacto con el público.

### Música
Las obras intercalan escenas con música y escenas habladas. La parte musical tiene una longitud muy variable, siendo las obras con más números musicales Agua, azucarillos y aguardiente y La verbena de la Paloma. Normalmente las obras vienen precedidas de un preludio musical, y en ocasiones tienen pequeños intermedios o música para bailes, y terminan con un breve final en el que se repite la música de alguna escena sucedida anteriormente. Suele haber también pasajes hablados sobre música del fondo, al estilo del Singspiel.
Respecto a la música en sí, hay discrepancias en cuanto a su relevancia. Mientras algunos autores la consideran siempre subordinada al texto en importancia, otros como Ramón Barce teorizan acerca de que en la composición de la obra la música venía primero (sobre textos que eran incoherentes, llamados «monstruos», y que simplemente marcaban el ritmo a una letra que debía encajar el libretista, y que a menudo era retocada por el compositor sin demasiado acierto por su parte). En cualquier caso, la música no suele ser concordante con la acción, sino que más bien es algo que sucede al margen de ésta, siendo a menudo introducida de golpe.
La música tiene un carácter familiar al oído, popular y de folclore, lo que se consigue tomando melodías populares o de moda en el momento, y cambiándoles el texto. Las tonadillas buscan quedar en la memoria del espectador al salir de la obra. Además se buscan ritmos muy marcados y populares en los salones de baile, generalmente importados pero «nacionalizados», como podrían ser el chotis (palabra que viene del alemán schottisch, en el que significa 'escocés', refiriéndose a que el estilo tiene como origen Escocia), y otros muchos como boleros, fandangos, habaneras, jotas, seguidillas, soleares, pasacalles, valses, polkas, o mazurcas (Polonia).